# ホルィニ川
ホルィニ川 / ハルィニ川（ホルィニがわ、ウクライナ語: Горинь / ベラルーシ語: Гарынь）はウクライナ、ベラルーシを流れるプリピャチ川右岸の支流である。全長659km、流域面積27700km2、河口での年間平均流量は110m3/秒。
流路はクレメネツ高地に端を発し、ヴォルィーニ高地に沿って、高く険しい河岸となっている渓谷を流れる。その後ポリーシャ地方では氾濫原ともなる湿地帯を流れ、ピンスク沼を通過する。ベラルーシ国内でプリピャチ川に合流する。最大の支流は右岸のスルチ川である。また、河口から291kmまでは航行が可能である。
流域に位置する市としては、ウクライナのイジャスラウ、スラヴタ、ネチシィン、オストロフ、ドゥブロヴィツャ、ベラルーシのストリン、ダヴィド・ハラドクがある。また、流域のレペシウカ村ではチェルニャコヴォ文化に属する居住地跡が発見された。

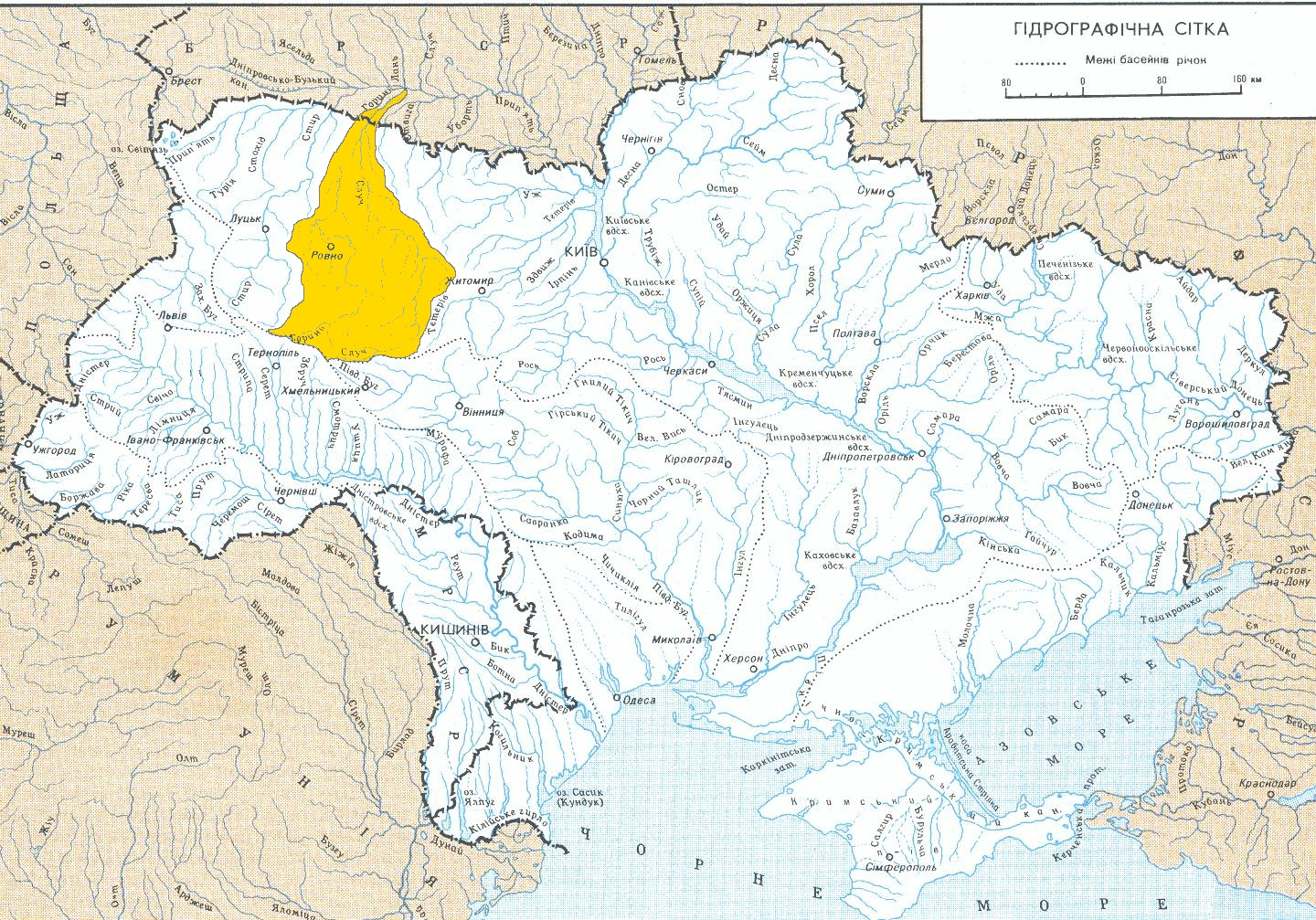
ホルィニ川の流域
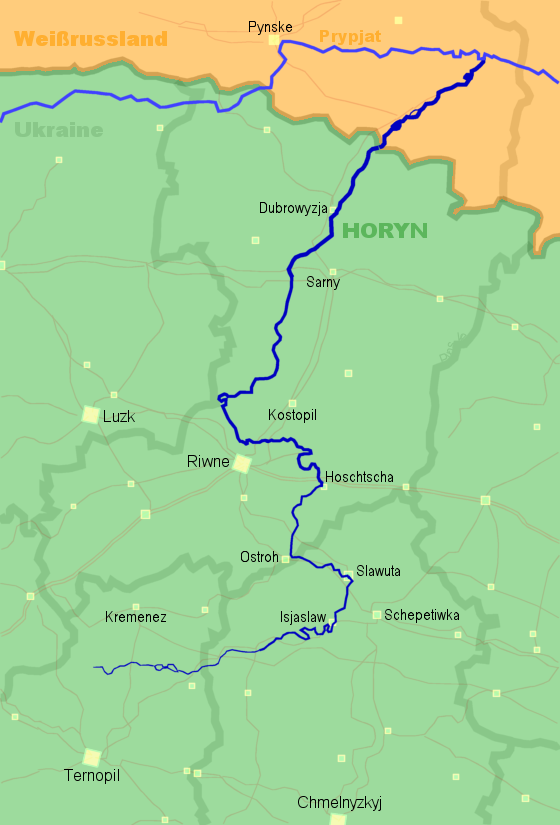
ホルィニ川の流路